# Kim Moon-hwan
Kim Moon-hwan ( em coreano:  김문환  ; Hwaseong, 1 de agosto de 1995) é um futebolista profissional sul-coreano que joga como lateral-direito e meio-campista do Jeonbuk Hyundai Motors, clube da K League 1, e da seleção sul-coreana .

## Carreira no clube
Jogou futebol americano universitário na Universidade Chung-Ang . Assinou com o Busan IPark em 3 de janeiro de 2017. Ele foi titular regular do Busan em sua primeira temporada profissional, jogando em várias posições, incluindo ala, lateral e lateral.
Em 2018, sob o comando do novo técnico Choi Yun-kyum, jogou com mais frequência como lateral. Apesar de ter feito apenas 18 partidas no campeonato, ele foi nomeado para o K League 2 Best XI no final da temporada. No ano seguinte, Kim jogou quase exclusivamente como lateral-direito sob o comando do novo técnico Cho Deok-je . Ele era uma presença regular no time que foi promovido à K League 1, e Kim foi eleito o Melhor XI da liga pela segunda temporada consecutiva. Assinou com o Los Angeles FC em 11 de janeiro de 2021. Em 18 de março de 2022, foi transferido para o Jeonbuk Hyundai Motors do K League 1 .

## carreira internacional
Em 2018, jogou pela seleção sub-23 da Coreia no Campeonato Sub-23 da AFC e nos Jogos Asiáticos . A Coréia foi vitoriosa no último, ganhando Kim e seus companheiros de isenção do serviço militar.
As atuações impressionantes como lateral-direito valeram-lhe uma convocação internacional completa em setembro de 2018. Ele fez sua estreia como reserva na vitória por 2 a 0 sobre a Costa Rica em 7 de setembro, e sua primeira partida foi na Copa Asiática de Seleções contra a China em 16 de janeiro de 2019.